# Barak kán
Barak (†1428) az Arany Horda kánja.

## Élete
Barak Dzsingisz kán leszármazottja volt, nagyapja pedig az az Urusz kán volt, aki egyesítette az Arany Horda két szárnyát, a Fehér Hordát és Kék Hordát. Apját Kojricsaknak hívták. 
1419-ig nem történt róla említés, akkor Edögej emír halála után elmenekült a Hordából és Szamarkandban, a timurida Ulugbek udvarában tűnt fel. Ulugbek támogatta abban, hogy próbálja meghódítani a Horda trónját, de annak keleti részén, az üzbégek területén vereséget szenvedett. 
Baraknak ezután sikerült megnyernie Edögej legidősebb fiának, Manszurnak a támogatását és legyőzte a káni hatalomra igényét bejelentő másik trónkövetelőt, Olugh Mohammedet. Barak ezután megszilárdította hatalmát, elfoglalta Szarajt, a fővárost és az Üzbég Horda jelentős részét, Manszurt pedig beglerbéggé nevezte ki. Mohammed Litvániába menekült. 
Mohammed 1424-ben Vytautas litván nagyfejedelem segítségével visszatért a Krímre, elfoglalta a Volga torkolatánál fekvő Hadzsi-tarhan (a mai Asztrahany közelében) városát, 1426-ban pedig kiűzte Barakot Szarajból. Barak keletre húzódott vissza, megpróbált korábbi pártfogója, Ulugbek rovására terjeszkedni, akit először legyőzött, de aztán segítségére sietett apja, Sahruh és közösen megfutamították a tatárokat. A vereség felfordulást keltett Barak támogatói között, aki összeesküvéssel vádolta és kivégeztette beglerbégjét, Manszurt. Miután rendezte sorait, ezúttal Olugh Mohammedre támadt, akinek erőit megosztotta, hogy a Krímen újabb trónkövetelő, Devlet Berdi jelent meg. Barak elfoglalta Szarajt, de Mohammed továbbra is megszállva tartotta a Volgai Bulgáriát és Hadzsi-tarhant. Devlet Berdi ekkor Barakra támadt és kiűzte őt a fővárosból, de csak három napra: ekkor Barak visszafoglalta a várost és megölte a krími trónkövetelőt. A csaták miatt megcsappant seregeinek létszáma és amikor Olugh Mohammed újból rátámadt, kénytelen volt keletre, a Volga mögé húzódni. 
A következő évben, 1428/29-ben Barakot Mogulisztánban megölték Manszur fivérei, Gázi és Naurusz, bosszúból bátyjuk kivégzése miatt.  
Barak leszármazottai - unokája, Kerej kán és dédunokája, Dzsanibek kán - alapították meg a Kazah Kánságot.

## Fordítás
- Ez a szócikk részben vagy egészben  a(z)   Барак-хан című orosz Wikipédia-szócikk ezen változatának fordításán alapul.  Az eredeti cikk szerkesztőit annak laptörténete sorolja fel. Ez a jelzés csupán a megfogalmazás eredetét és a szerzői jogokat jelzi, nem szolgál a cikkben szereplő információk forrásmegjelöléseként.